# ميخاو كوريبوت فيشنوفيتسكي
ميخاو الأول أو ميخال كوريبوت فيشنوفيتسكي (بالبولندية: Michał Korybut Wiśniowiecki)‏ (بالليتوانية: Mykolas I Kaributas Višnioveckis)‏ (ولد في 31 مايو عام 1640 وتوفي في 10 نوفمبر عام 1673) كان ملك بولندا بمنصب حاكم الكومنولث البولندي الليتواني ودوق ليتوانيا الأكبر منذ 29 سبتمبر عام 1669 وحتى وفاته في 1673.
يعود الفضل باختياره بشكل جزئي لأبيه، الأمير جيرمي فيشنوفيتسكي، الذي كان قطبًا صاحب نفوذ ساعد في قمع القوزاق في شرق بولندا أثناء انتفاضة شميلنكي، بعد وفاة ميخاو المبكرة قبل معركة خوطين عام 1673 تم انتخاب يان الثالث سوبيسكي، الذي هزم مرشحًا نمساويًا في الانتخابات.
في عام 1670، تزوج ميخاو الأول من إليونورا ماريا من النمسا (1653 – 1697)، ابنة فرديناند الثالث، إمبراطور الروماني المقدس، من زوجته الثالثة إليونورا غونزاغا.

## سيرة حياته
كان ميشيل ابنًا لجيرمي فيشنوفيتسكي وزوجته غريزلدا كونستانسيا زامويسكا حفيدة يان زامويسكي أحد أقوى أقطاب عصره. من المرجح أن والداه إلتقيا ببعضهما البعض في شهر سبتمبر من العام 1637 في وارسو في أثناء تتويج الملكة سيسيليا ريناتا النمساوية بعد عقد قرانها على الملك فواديسواف الرابع فاسا، وعلى الفور تمت الخطبة في 13 فبراير عام 1638، بعد مرور أكثر من شهر على وفاة توماش زامويسكي والد غريزلدا.
عُقد حفل الزفاف في زاموشتش في 27 فبراير عام 1639 المدينة التي بناها جده يان زامويسكي، وبعد مرور عام، في 31 مايو عام 1640، ولد ميخاو كوريبوت في قرية بيليه كامين باسم ميخاو توماش فيشنوفيتسكي، أُخذ الطفل الرضيع بعدها إلى زاموشتش، حيث قضى السنتين الأوليين من حياته تحت رعاية جدته كاتارزينا أوستروجسكا. في عام 1642، أخذت الأم ابنها ميشيل إلى لوبني. خلال انتفاضة شميلنكي، فر مع عائلته في الضفة نهر دنيبر اليسرى، واستقل بدايةً في فيشنيفيتس في فولينيا، قبل وصوله إلى زاموشتش في خريف عام 1648.
توفي جيرمي فيشنوفيتسكي عام 1651، في حين بقيت معظم ممتلكاته الضخمة تحت سيطرة القوزاق أو الروس. بين عامي 1651 و1655، كان ميخاو الشاب تحت رعاية كارول فيرديناند فاسا، أسقف فروتسواف وبوتسك. بقي الفتى في مقر أساقفة بوتسك في قرية بروك. بعد وفاة الأسقف فاسا في التاسع من مايو عام 1655، استقبله خاله الثري، يان زامويسكي، قائد عسكري في ساندوميش، الذي موّل تعليمه. في وقت ما في منتصف عام 1655، وجد ميشيل نفسه وسط بلاط الملك يان الثاني كازيمير.
في أعقاب الغزو السويدي لبولندا، فر ميخاو برفقة أفراد البلاط الملكي إلى غلوغوفيك في سيليزيا العليا. في 18 نوفمبر عام 1655، وبناء على طلب الملك، ذهب إلى نيسا للدراسة في الكلية كارولينوم اليسوعية وبقي هناك حتى شهر مارس من عام 1656.
في منتصف عام 1656، وبفضل دعم الملكة ماريا لويزا غونزاغا، بدأ ميشيل كوريبوت الدراسة في جامعة كارلوفا ببراغ، عاد إلى بولندا في يونيو سنة 1660، ولكن بعد ذلك بفترة وجيزة، توجه إلى درسدن وفيينا للاجتماع مع الإمبراطورة إليونورا غونزاغا، إلتقى هناك بزوجته المستقبلية، إليونورا ماريا من النمسا، التي كانت طفلة آنذاك، لأول مرة، خلال تلك الرحلة، حسّن ميشيل من قدراته اللغوية؛ إذ تحدث اللاتينية والألمانية والإيطالية والفرنسية، بالإضافة إلى التتارية والتركية.
في عام 1663، شارك ميشيل في الحرب الروسية البولندية، وأبدى دعمه للملك خلال تمرد لوبوميرسكي.